# La Felina
Laféline és un municipi francès, situat al departament de l'Alier i a la regió d'Alvèrnia-Roine-Alps. L'any 2007 tenia 191 habitants.

## Demografia

### Població
El 2007 la població de fet de Laféline era de 191 persones. Hi havia 80 famílies de les quals 28 eren unipersonals (20 homes vivint sols i 8 dones vivint soles), 16 parelles sense fills, 24 parelles amb fills i 12 famílies monoparentals amb fills.
La població ha evolucionat segons el següent gràfic:
Habitants censats

### Habitatges
El 2007 hi havia 131 habitatges, 83 eren l'habitatge principal de la família, 22 eren segones residències i 25 estaven desocupats. 128 eren cases i 1 era un apartament. Dels 83 habitatges principals, 57 estaven ocupats pels seus propietaris, 25 estaven llogats i ocupats pels llogaters i 1 estava cedit a títol gratuït; 1 tenia una cambra, 7 en tenien dues, 13 en tenien tres, 34 en tenien quatre i 29 en tenien cinc o més. 50 habitatges disposaven pel capbaix d'una plaça de pàrquing. A 42 habitatges hi havia un automòbil i a 32 n'hi havia dos o més.

### Piràmide de població
La piràmide de població per edats i sexe el 2009 era:
| Homes | Edats   | Dones |
| ----- | ------- | ----- |
| 0     | 95 o +  | 0     |
| 0     | 90 a 94 | 8     |
| 0     | 85 a 89 | 4     |
| 0     | 80 a 84 | 0     |
| 8     | 75 a 79 | 0     |
| 8     | 70 a 74 | 4     |
| 8     | 65 a 69 | 12    |
| 4     | 60 a 64 | 8     |
| 4     | 55 a 59 | 4     |
| 0     | 50 a 54 | 4     |
| 4     | 45 a 49 | 4     |
| 16    | 40 a 44 | 8     |
| 12    | 35 a 39 | 8     |
| 4     | 30 a 34 | 4     |
| 4     | 25 a 29 | 16    |
| 4     | 20 a 24 | 0     |
| 0     | 15 a 19 | 8     |
| 4     | 10 a 14 | 12    |
| 4     | 5 a 9   | 4     |
| 8     | 0 a 4   | 0     |

## Economia
El 2007 la població en edat de treballar era de 123 persones, 91 eren actives i 32 eren inactives. De les 91 persones actives 82 estaven ocupades (43 homes i 39 dones) i 9 estaven aturades (5 homes i 4 dones). De les 32 persones inactives 13 estaven jubilades, 8 estaven estudiant i 11 estaven classificades com a «altres inactius».

### Ingressos
El 2009 a Laféline hi havia 80 unitats fiscals que integraven 202 persones, la mediana anual d'ingressos fiscals per persona era de 16.384 €.

### Activitats econòmiques
Dels 6 establiments que hi havia el 2007, 1 era d'una empresa de fabricació d'altres productes industrials, 1 d'una empresa de comerç i reparació d'automòbils, 1 d'una empresa d'hostatgeria i restauració, 2 d'empreses de serveis i 1 d'una empresa classificada com a «altres activitats de serveis».
L'únic servei als particulars que hi havia el 2009 era un restaurant.
L'any 2000 a Laféline hi havia 18 explotacions agrícoles que ocupaven un total de 1.768 hectàrees.

## Poblacions més properes
El següent diagrama mostra les poblacions més properes.